# Homophobie im Fußball
Homophobie im Fußball ist die Ablehnung und Abwertung von Homosexualität durch Mitspieler, Funktionäre oder Zuschauer. Sie kann dazu führen, dass homosexuelle oder für homosexuell gehaltene Spieler ausgegrenzt oder ausgeschlossen werden, oder dass sie ihre Homosexualität verheimlichen oder sich präventiv als heterosexuell ausgeben. Mittlerweile sind eine Reihe von Amateurspielern offen homosexuell, und es gibt homosexuelle Sportvereine mit Fußballmannschaften. Trotz der zugesicherten Unterstützung durch Sportfunktionäre und Politiker geben sich im Herren-Profifußball bisher nur in Einzelfällen Spieler als homosexuell zu erkennen.

## Allgemeines
Über Homophobie im Sport wird vor allem aus wenigen Mannschaftssportarten bei Männern berichtet, während dies bei Mannschaftssportarten der Frauen seltener thematisiert wird. Dabei fällt insbesondere der Fußball auf, bei dem das Thema seit Beginn des 21. Jahrhunderts vermehrt in der Öffentlichkeit diskutiert wird. In Individualsportarten wie Tennis, Golf, Leichtathletik, Schwimmen wird seltener von Homophobie berichtet.

## Homophobe Äußerungen
Es gibt eine lange Tradition homophober Äußerungen von Fußballspielern. So erklärte der frühere Spieler von Fortuna Düsseldorf Michael Schütz in einem Interview: „Man würde gegen so einen nicht richtig rangehen, weil die gewisse Furcht vor Aids da wäre.“ Paul Steiner, ein ehemaliger Verteidiger des 1. FC Köln, erklärte in den 1980er Jahren bei einer Fernsehdiskussion zum Thema Homosexualität im Fußball: „Ich kann mir nicht vorstellen, dass Schwule Fußball spielen können.“
Ein Beispiel für offene Homophobie im Profifußball waren die Äußerungen des früheren Trainers der österreichischen Fußballnationalmannschaft Otto Barić 2004 in einem Interview mit der Schweizer Zeitung „Blick“: „Meine Spieler müssen echte Kerle sein. Also können Homosexuelle bei mir nicht spielen, höchstens gegen mich.“ In einem anderen Gespräch äußerte er sich gegenüber der kroatischen Zeitung Jutarnji list ähnlich: „Ich weiß, dass es in meiner Mannschaft keine Homosexuellen gibt. Ich erkenne einen Schwulen innerhalb von zehn Minuten, und ich möchte sie nicht in meinem Team haben.“ 2007 wurde Barić von der UEFA wegen erneuter homophober Äußerungen in Jutarnji List zu einer Geldstrafe von 1825 Euro verurteilt.
Der Fußballtrainer Christoph Daum äußerte Ende Mai 2008 in einer Sendung des Deutschen Sportfernsehens, befragt zur Jugendarbeit im Verein, man sei aufgefordert, „gegen jegliche Bestrebungen, die da gleichgeschlechtlich ausgeprägt sind, vorzugehen“. Er stellte also Homosexualität und Pädophilie in einen Zusammenhang, wofür er sich später öffentlich entschuldigte.
Der Spielerberater Michael Becker bezeichnete die deutsche Fußballnationalmannschaft vor der Fußballweltmeisterschaft 2010 als „Schwulencombo“.
Kurz nach Beginn der Fußball-Weltmeisterschaft der Frauen 2011 wurde bekannt, dass die nigerianische Trainerin Ngozi Uche im Vorfeld der Weltmeisterschaft alle lesbischen Spielerinnen aus der Nationalmannschaft Nigerias verbannt hatte. Uche erklärte: „Ja, die Lesben in unserer Mannschaft waren wirklich ein großes Problem. Aber seitdem ich Trainerin der Falcons bin, hat sich das erledigt. Es gibt keine lesbische Spielerin mehr in meinem Team. Wir brauchen göttliche Intervention, um Homosexualität zu kontrollieren und einzuschränken. Bei uns hat es funktioniert. Ich kann diese dreckige Lebensweise nicht tolerieren.“
Der österreichische Trainer Werner Gregoritsch äußerte sich 2011 dahingehend, dass schwule Fußballer für ihn „undenkbar“ wären, und ergänzte: „Für mich selbst ist es etwas Unnatürliches, mir ist das Wort Macho lieber als das Wort Schwuler. Ich weiß, jetzt kommen Mails von der Schwulen-Kommission, aber ich stehe dazu.“ Gregoritsch wurde bald darauf als Trainer der österreichischen U-21-Fußballnationalmannschaft eingesetzt.
Mohamadou Idrissou beschwerte sich Ende April 2013 nach der Niederlage seines Klubs 1. FC Kaiserslautern bei Energie Cottbus über Schiedsrichter Wolfgang Stark, dem seine Körpersprache nicht gefallen habe, mit den Worten: „Ich bin nicht schwul. Ich habe eine Männer-Körpersprache und werde auch kein Schwuler sein. Das ist sein Problem.“ In einer Stellungnahme entschuldigte sich Idrissou für seine Aussagen und betonte, „schwul sein“ nicht abwertend gemeint zu haben, deutete aber erneut eine Trennung und Gegensätzlichkeit von „schwul sein“ und Männlichkeit an.

## Zuschauer
Fansprechchöre sind vereinzelt homophob aufgeladen, so sie sich an die gegnerische Mannschaften und deren Spieler richten.
Mittlerweile haben mehrere Fußballvereine in Deutschland schwul-lesbische Fanklubs. Als erster offizieller Klub dieser Art gilt der Fanklub „Hertha-Junxx“ von Hertha BSC, der im August 2001 entstand. Weitere Gründungen in anderen Städten mit Bundesligafußball folgten. Mit dem Netzwerk Queer Football Fanclubs (QFF) existiert eine gemeinsame Plattform zum Erfahrungsaustausch. Der Deutsche Fußball-Bund sponserte beim Christopher Street Day in Köln 2008 erstmals einen Festwagen der QFF unter dem Motto „Fußball ist alles… auch schwul“. In Österreich gibt es noch keine schwul-lesbischen Fanclubs, aber die Fanclubs des Wiener Sportklubs und der Wiener Vienna sind liberal eingestellt und unterstützen auch Aktionen gegen Homophobie im Sport.

## Homosexuelle Spieler
Heinz Bonn, Spieler des HSV, hielt in den 1970er-Jahren seine Homosexualität aus Furcht vor Karriereschäden geheim, die Öffentlichkeit erfuhr erst nach seinem Tod davon.
Der englische Spieler Justin Fashanu war 1990 der erste Fußballprofi, der sich während der sportlichen Karriere zu seiner Homosexualität bekannte. Zu jener Zeit spielte der ehemalige First Division-Profi in der Third Division. Der Major-League-Soccer-Spieler Robbie Rogers entschied sich 2013 als erster aktiver Spieler einer nationalen Spitzenliga zu einem öffentlichen Coming-Out. In der MLS folgte 2018 Collin Martin seinem Beispiel, in der australischen A-League 2021 Josh Cavallo und in der zweiten englischen Liga 2022 Jake Daniels. In Zentraleuropa ist Jakub Jankto seit 2023 der erste offen homosexuelle aktive Fußballprofi.
Aus niedrigeren Spielklassen wurden vereinzelt ebenfalls Coming-Outs medial thematisiert, so etwa bei Anton Hysén oder dem Briten Liam Davis.
Lange Zeit verschleierten Spieler erst nach ihrem Ausscheiden aus dem Profifußball nicht mehr ihre Sexualität. Olivier Rouyer machte den Schritt erst rund zehn Jahre nach Ende seiner Trainerkarriere, Marcus Urban erst nach 15 Jahren außerhalb des Sports. Im Fall von Thomas Berling wurde seine Sexualität einige Monate nach seinem mit Homophobie begründeten Rückzug aus der zweithöchsten norwegischen Liga bekannt. David Testo ging während seiner Karriere gegenüber Teamkollegen und Klubmanagement offen mit seiner Sexualität um, gegenüber der Öffentlichkeit erst unmittelbar nach Karriereende. Thomas Hitzlsperger äußerte sich ein halbes Jahr nach dem Abschied aus dem Profisport erstmals zu seiner Homosexualität.
Ohne dass er sich selbst als homosexuell betrachtet, berichtete der brasilianische Fußballspieler Pelé, dass er als jugendlicher Spieler, wie die meisten seiner damaligen Teamkameraden, seine ersten sexuellen Erfahrungen mit älteren Männern sammelte.
Im nicht so stark im Fokus der Öffentlichkeit stehenden deutschen Frauenfußball leben einige Spielerinnen offen lesbisch. Martina Voss, eine der erfolgreichsten Spielerinnen im deutschen Fußball der 1990er Jahre, wurde, nach 125 Länderspielen, nicht für die Olympischen Spiele 2000 nominiert, weil sie wegen privater Probleme mit ihrer damaligen Lebensgefährtin und Mannschaftskameradin Inka Grings die Teilnahme an einem Länderspiel abgesagt hatte. Tina Theune-Meyer schätzte den Anteil der lesbischen Spielerinnen im deutschen Nationalteam im Jahr 2007 auf 60 bis 70 Prozent.
Die Äußerungen und Reaktionen von Spielern, Trainern und Offiziellen zeigt für den von Männern betriebenen Ballsport in dieser Hinsicht ein ganz anderes Bild. Während in anderen Sportarten lesbische, schwule und bisexuelle Spitzensportler wie Martina Navrátilová (Tennis), Mark Tewksbury (Schwimmen), Greg Louganis (Wasserspringen) oder Judith Arndt (Radsport) offen zu ihrer Homosexualität stehen, ist dies erst bei wenigen Fußballern der Fall.
Die erste schwule Fußballmannschaft wurde 1988 im Verein SSV Vorspiel Berlin gegründet. Diese Mannschaft erreichte bei den Gay Games 1990 in Vancouver die Bronzemedaille. Die zweite deutsche schwule Fußballmannschaft war das Cream-Team-Cologne. Diese Mannschaft gewann bei den Gay Games 1994 in NYC die Goldmedaille und gleichzeitig den Titel Schwule Fussball-Weltmeister.

### Vermutete Anzahl
Folgt man Statistiken zur demografischen Häufigkeit von Homosexualität in der männlichen Bevölkerung, müssten in den Bundesligen mehrere schwule Spieler spielen. Die Fußballzeitschrift Rund ging im Dezember 2006 im Rahmen einer Themenwoche sogar davon aus, dass mindestens drei schwule Teams in den Bundesligen spielen müssten. Im Jahr 2005 berichtete die Financial Times, ein Spieler der Bundesliga und zwei weitere aus unteren Ligen seien zu einem Coming-Out bereit, wenn sich acht weitere Spieler finden, die bereit sind, sich der Öffentlichkeit zu stellen. Im Frühjahr 2006 sorgte in Großbritannien die Ankündigung der Boulevardzeitungen News of the World und The Sun, mehrere homosexuelle Profis zu outen, für eine große öffentliche Diskussion.
Das österreichische Wettbüro Gamebookers gab im Juni 2005 bekannt, es sei bei 800 Fußballprofis statistisch unmöglich, dass es keine schwulen Fußballer gebe. Das Unternehmen bot daher an, darauf zu wetten, ob sich homosexuelle Spieler der höchsten europäischen Ligen outen werden. Beim Coming-Out eines schwulen Profi-Fußballerpaares betrug die angebotene Quote 51, bei dem eines Einzelspielers 1,5, für das Coming-Out mehrerer Fußballprofis schließlich 2,25.

### Mögliches Coming-Out
Das Thema Homosexualität wird im Profifußball entweder stark emotionalisiert oder tabuisiert. Hierbei handelt es sich um kein spezifisch deutsches, sondern um ein generelles Phänomen innerhalb dieser Sportart. Eine schriftliche Anfrage des Senders BBC Radio 5 Live bei 20 Vereinen der britischen Premier League mit drei Fragen zum Thema „Homophobie im Fußball“ blieb im Jahr 2005 20 mal unbeantwortet. Reaktionen der Offiziellen zeigen deutlich, wie hoch das Konfliktpotential bei diesem Thema ist. Jürgen Rollmann, Ex-Profi von Werder Bremen, äußerte zu dieser Frage einmal: „Schwule Spieler muss es geben, aber ich weiß nicht, wo.“ Bei über 800 aktiven Spielern gibt es im deutschen Profifußball keinen einzigen, der offen geoutet lebt.
Zur Situation in Deutschland äußerte sich 2004 Henning Bürger, Profi vom FC Rot-Weiß Erfurt: „Wenn sich ein Spieler outen würde, wäre der Rummel groß. Gerade bei Auswärtsspielen müsste ein bekennender Homosexueller einen riesigen Druck aushalten. Irgendwann passiert es, aber noch ist die Angst zu groß.“ Auch Yves Eigenrauch, Ex-Profi von FC Schalke 04, vertrat 2002 eine Auffassung, die dies unterstreicht: „Es muss homosexuelle Spieler im Profifußball geben. So konservativ, wie sich der Sport darstellt, erführe die betreffende Person aber sicherlich eine große Ablehnung.“

„Ich habe in der Liga noch nie einen homosexuellen Spieler gesehen. Und bisher hat sich auch noch keiner bei mir geoutet. Aber es gibt bestimmt welche, auch wenn ich es mir nicht vorstellen kann. Wenn sich einer outen will, soll er das ruhig tun. Das ist doch jedem selbst überlassen.“

 Der ehemalige St.-Pauli-Präsident Corny Littmann hat sich wiederholt mit der Aussage geoutet, er habe bereits intime Kontakte zu mehreren Spielern gehabt. Dennoch kommt er im Gegensatz zu Assauer zu dem Schluss: 

„Ich würde keinem Profi raten, sich zu outen. Der soziale Druck wäre nicht auszuhalten. In einem heterosexuellen Mannschaftsgefüge ist man direkt der Außenseiter, wird angreifbar für Mitspieler, Gegenspieler und Medien.“

Mehmet Scholl antwortete in der Harald-Schmidt-Show auf die Frage, ob es beim FC Bayern schwule Spieler gäbe, mit: „Küss mich und ich sage es dir.“
Günter Netzer bestätigte 2004 in der Fernsehsendung „Menschen bei Maischberger“, dass ein Coming-Out für prominente Spieler durchaus fatal wäre. Beim ersten Outing in der Profiliga ist abzusehen, dass es einen großen Medienrummel verursachen wird. Aus verschiedensten Wortmeldungen geht hervor, dass es am praktikabelsten erscheint, dass das erste Coming-Out durch mehrere Spieler gleichzeitig erfolgen solle, womit die Last aufgeteilt würde. Eine wichtige Voraussetzung, um das ganze unbeschadet zu überstehen, ist auch Rückhalt bei den eigenen Mitspielern, Trainern, den Funktionären vom eigenen Verein bis zum Nationalverband und zur UEFA sowie Rückhalt bei einer relevanten Anzahl von Fans. Es muss nicht nur dem einzelnen persönlich egal sein, sondern bei diskriminierenden Reaktionen sollten aktive Gegenreaktionen erfolgen. Verschiedene, großteils eigenständige Initiativen engagieren sich im Bereich der Aufklärung. So sollen offen schwule Amateurvereine zeigen, dass Schwule Fußball spielen können, sowie ins Bewusstsein rufen, was Homophobie ist und wo sie vorherrscht. Das soll Homophobie abbauen und in allen Vereinen und Hierarchien Unterstützer gegen Homophobie gewinnen. Es wird dabei teilweise nach Zusammenarbeit mit Initiativen gegen Rassismus gesucht. Neben dem allgemeinen gesellschaftlichen Abbau von Homophobie wird dadurch auch ein Umfeld geschaffen, in dem das Vertrauen der einzelnen Spieler in die Fußballgemeinschaft schließlich groß genug ist, um ein Coming-Out zu wagen oder offen schwul in die Profiliga wechseln zu können.

## Fußballverbände und gesellschaftliche Diskussion

### Positionierung bis 2010
Bis in die 1990er-Jahre galt Homosexualität bei Fußballspielern auch unter Verbandsfunktionären als nicht existent oder nicht erwünscht. Infolge des gesellschaftlichen Wandels positionierten sich die meisten Fußballverbände offiziell als homosexuellenfreundlich und ermutigen die Spieler zum Coming-Out.
1981 verkündete die FIFA, das in einigen Ländern verbreitete Küssen der Spieler während des Spiels sei „unmännlich, übertrieben gefühlsbetont und deshalb unangebracht“.
2004 produzierte die US-Amerikanerin Sherry Horman die Komödie Männer wie wir, in der sie in dieser Sportart verbreitete homophobe Auffassungen in den Mittelpunkt der Handlung stellte.
Die englische Football Association (FA) veranstaltete im November 2005 einen Gipfel zum Thema Homophobie im Fußball. Im Frühjahr 2006 sorgte in Großbritannien die Ankündigung der Boulevardzeitungen News of the World und The Sun, mehrere homosexuelle Profis zu outen, für eine große öffentliche Diskussion. Im Jahr 2005 kündigte die Football Association an, zukünftig Fans, die gegnerische Fans, Spieler oder Schiedsrichter als „Poofs“ (Schwuchteln) beleidigen, aus dem Stadion zu entfernen. Schließlich wurden Anfang August 2006 zwei englische Fans wegen schwulenfeindlicher Beschimpfungen verurteilt.
In der Folge Todesursache Eigentor (S01E03, 26. November 2007) der Serie Elvis und der Kommissar wird ein Fußballstar von seiner Verlobten verlassen und stirbt nach einer Verwechslung in einem Eifersuchtsstreit mit seinem heimlichen Freund.

### Diskussion 2011
In der Handlung des am 20. März 2011 ausgestrahlten Tatort: Mord in der ersten Liga wird im Zuge der Ermittlungen nach dem Mord an einem Mannschaftskameraden auch die Homosexualität eines Bundesligaprofis aufgedeckt, der sich am Ende offen outet, was von den Fans begrüßt wird. Die Ausstrahlung der Folge wurde von DFB-Manager Oliver Bierhoff kritisiert: „Ich finde es schade und ärgerlich, dass die Prominenz der Nationalelf missbraucht wird, um irgendein Thema zu entwickeln oder einen Scherz zu machen. Dieser Satz im ,Tatort‘ hatte ja keine inhaltliche Relevanz. Das sehe ich immer auch als einen Angriff auf meine Familie – die Familie der Nationalelf. Und das ärgert mich.“ Eine Reihe von Nationalspielern dementierte daraufhin, homosexuell zu sein. Der Bundestrainer Joachim Löw sagte, es stimme nicht, dass er homosexuell sei, was seine Frau bestätigen könne. Der Spieler Philipp Lahm verwandte fast ein ganzes Kapitel seines im August 2011 erschienenen Buches Der feine Unterschied. Wie man Spitzenfußballer wird, um darzulegen, nicht schwul zu sein. Die Freundin des Spielers Arne Friedrich teilte in einem offenen Brief an die Bildzeitung mit: „Nein, Arne ist nicht schwul, und ich bin mir sicher, dass er der Letzte wäre, der nicht dazu stehen würde!“

### Diskussion 2012
Die Kulturwissenschaftlerin Gabriele Dietze sagt mit Hinblick auf den Fußballsport in Deutschland, es sei „eine Modernisierung von Männlichkeit denkbar und in manchen Bereichen der Gesellschaft geradezu notwendig. Männlichkeit selbst dagegen darf nicht herausgefordert werden. Aber gerade das bewerkstelligt der Verdacht gleichgeschlechtlicher Affinität. Homosexualität wird als Feminisierung begriffen. Ethnische Differenz dagegen fordert zwar Vorstellungen von Staatsbürgerschaft als Abstammungsgemeinschaft heraus, aber nicht die Männlichkeit.“ Neben den systemischen Gründen für Homophobie sei „allerdings auch ein performativer Selbstwiderspruch zu berücksichtigen, der im Spiel oder vielmehr in den Ritualen, die das Spiel begleiten, liegt.“
Am 11. September 2012 veröffentlichte das Jugendmagazin fluter – Magazin der Bundeszentrale für politische Bildung ein anonymes Interview mit einem homosexuellen Spieler der Fußball-Bundesliga, der unter anderem von einem „ständigen Druck zwischen dem heterosexuellen Vorzeigespieler und der möglichen Entdeckung“ berichtete. Die Echtheit des Interviews wurde vonseiten der Fußballzeitschrift 11 Freunde bezweifelt. Der Präsident des Deutschen Fußball-Bundes (DFB) Wolfgang Niersbach bot nach dem Interview allen Amateur- und Berufsspielern, die sich als homosexuell outen wollen, „jegliche Hilfe“ des Verbandes an. Auf einer Pressekonferenz, auf der ein von der Stiftung Deutschlandstiftung Integration zum Start ihrer für ein weltoffenes und tolerantes Deutschland werbenden Aktion „Geh Deinen Weg“ initiierter Integrationsspieltag der Fußball-Bundesliga vorgestellt wurde, sagte Bundeskanzlerin Angela Merkel über den anonymen Spieler: „Er lebt in einem Land, in dem er sich vor einem Outing nicht fürchten muss. Wir können nur das Signal geben, dass er keine Angst haben muss“. Der Präsident des Bundesliga-Vereines FC Bayern München Ulrich Hoeneß sagte, sich outende Spieler brauchten keine Sorge um ihre körperliche Unversehrtheit zu haben. Hoeneß kündigte an, die Fans des FC Bayern hätten damit „keine großen Probleme“ und der Club würde „entsprechend auftreten und denjenigen genau so schützen, wie es notwendig ist“. Dagegen sprach der Präsident der Deutschen Fußball Liga Reinhard Rauball von einem „ungelösten Problem“, für das ein „gesellschaftlicher Konsens“ gefunden werden müsse, und wies auf unüberschaubare Nachteile für sich outende Fußballspieler hin.
Der ehemalige Nationalspieler und Weltfußballer Lothar Matthäus sagte in einem Interview am 26. Oktober 2012, er wisse nicht, ob es homosexuelle Profifußballer gibt. Matthäus hält ein Outing für „falsch, weil die Gehässigkeit der Fans sehr groß ist“.
Eine Gruppe von Fans des russischen Fußballmeisters Zenit Sankt Petersburg veröffentlichte am 17. Dezember 2012 ein Manifest mit der Forderung, keine schwarzen, homosexuellen oder nichteuropäischen Spieler aufzunehmen.

### Diskussion 2013
Im Jahr 2013 gab der US-Amerikaner Robbie Rogers seine Homosexualität bekannt.
Am 17. Juli 2013 vereinbarten der Deutsche Fußball-Bund (DFB) und die Bundesstiftung Magnus Hirschfeld die „Berliner Erklärung“ mit dem Motto „Gemeinsam gegen Homophobie. Für Vielfalt, Respekt und Akzeptanz im Sport“. Zugleich wurde eine Broschüre verfasst, um sie in einer Auflage von 26.000 Stück an Verbände und Vereine zu verschicken. Darin werden u. a. homosexuelle Amateur- und Profispieler zu einem gut vorbereiteten Coming-out ermutigt und Unterstützung angeboten. Der Homosexuellen-Aktivist und frühere Präsident des Vereins FC St. Pauli Corny Littmann kritisiert die Broschüre für den Profibereich als verfehlt, da es Probleme in international zusammengesetzten Mannschaften geben könne und er mindestens die Hälfte aller Trainer der Bundesligen für homophob halte.

### Diskussion 2014
Thomas Hitzlsperger sprach im Januar 2014 nach seinem Karriereende in einem Interview mit der Zeitung Die Zeit als einer der ersten Spieler des deutschen Profifußballs über seine Homosexualität. Das Coming-out fand international Beachtung, beispielsweise in France Football.
Während der Fußballweltmeisterschaft 2014 riefen mexikanische und brasilianische Fans den Torwarten gegnerischer Mannschaften „Puto“ (abwertend für „männlicher Prostituierter“) zu. Nach öffentlichen Beschwerden der Gruppe Football Against Racism in Europe (FARE) leitete die FIFA eine Untersuchung gegen Mexiko ein. Der mexikanische Trainer Miguel Herrera verteidigte die Zurufe der Fans und sagte, es gebe „wichtigere Dinge zu lösen als solche Dinge, die schon seit einiger Zeit häufig zu Torhütern in Mexiko gesagt worden sind“. Am 23. Juni 2014 entschied die Disziplinarkommission der FIFA, keine Maßnahmen gegen Mexiko und Brasilien zu ergreifen mit der Begründung, dass der „in Frage stehende Vorfall in diesem besonderen Zusammenhang nicht als beleidigend“ erachtet werde. Im November 2014 wurde der von der Kulturstiftung des DFB finanzierte Film Zwei Gesichter über Homophobie im Jugendfußball im Kölner Deutschen Sport & Olympia Museum uraufgeführt.

### Diskussion ab 2016
Im Mai 2016 waren Christian Schäfer und Glenn Büsing, Regisseure und Autoren des Films Zwei Gesichter, sowie CTC-Initiator Andreas Stiene im Landtag Nordrhein-Westfalen zu Gast, um mit den Mitgliedern des Sportausschusses über Homosexualität im Fußball zu diskutieren. Die Diskussion offenbarte, dass das Thema Homophobie weiterhin vorhanden, jedoch insbesondere in den Fußballverbänden wenig präsent, geschweige denn aktuell ist: Die Thematik Homosexualität und Fußball werde momentan hauptsächlich von Berlin aus gestaltet, durch eine Zusammenarbeit zwischen dem Berliner Fußball-Verband, dem LSVD Berlin-Brandenburg und der Bundesstiftung Magnus Hirschfeld. Dagegen finde man für das Jahr 2016 weder in der Fußball-Hochburg NRW, noch beim DFB fachlich gut ausgearbeitete Projekte oder Angebote, um die Sache realitätsbezogen aufzuarbeiten. Der Umgang mit Homosexualität oder geouteten Homosexuellen sei nach wie vor kein fester Bestandteil der Ausbildung und Schulung für Trainer oder Betreuer, trotz anderslautender Hinweise seitens der Verbandsvertreter. Ein großes Problem stelle insbesondere die Betreuung junger, homosexueller Spieler mit Fragen und Problemen dar, sowohl im Profi-, aber gerade auch im Amateurbereich. Der DFB habe in den letzten Jahren nur vereinzelte gute Leuchtturmaktionen durchgeführt. So bleiben die Broschüre Fußball und Homosexualität sowie der Film Zwei Gesichter bis jetzt die einzigen Vorzeigeprodukte mit denen der Deutsche Fußball-Bund öffentlich wirbt.
2018 gründete der österreichische Fußball-Bund die Ombudsstelle „Fußball für alle“, die als direkte Anlaufstelle für LGBTIQ-Personen im Fußball dient und im Fall von Problemen bei Vereinen und Verbänden vorstellig werden kann. Die Ombudsstelle wird von Oliver Egger geleitet, der selbst schwuler aktiver Fußballer (in der Oberliga Mitte West) ist.
Am 16. Mai 2022 outete sich der 17-jährige Brite Jake Daniels als homosexuell. Er hatte kurz zuvor seinen ersten Profivertrag beim englischen Zweitligaklub FC Blackpool unterschrieben. Daniels ist seit Justin Fashanu der erste aktive Profifußballer in Europa, der diesen Schritt gegangen ist. Seine Entscheidung, sich zu outen, wurde vom britischen Premierminister Boris Johnson und vom Kapitän der englischen Nationalmannschaft Harry Kane gelobt.

## Filme
- Mario
- Der Tag wird kommen (Musikvideo)[67]